# Nuevas siete maravillas del mundo moderno

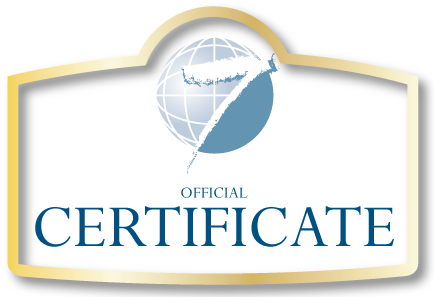
Certificado de las nuevas Siete Maravillas del Mundo Moderno.

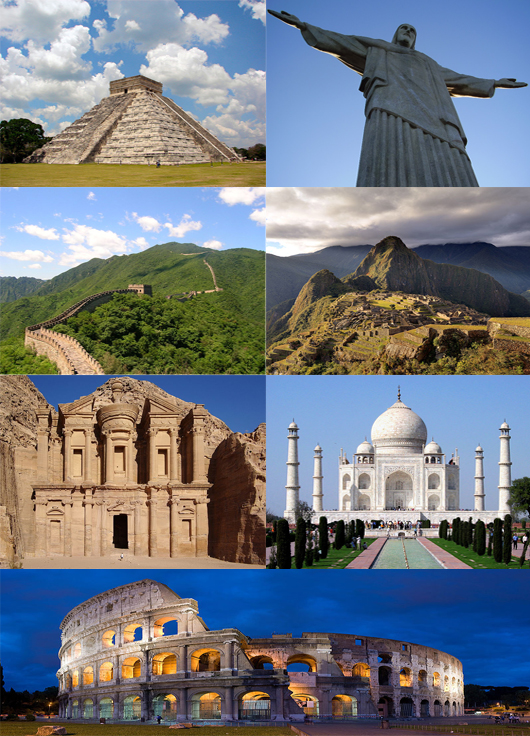
Las nuevas siete maravillas del mundo. De izquierda a derecha y de arriba abajo: Chichén Itzá, la Estatua del Cristo Redentor, la Gran Muralla China, Machu Picchu, Petra, el Taj Mahal y el Coliseo.

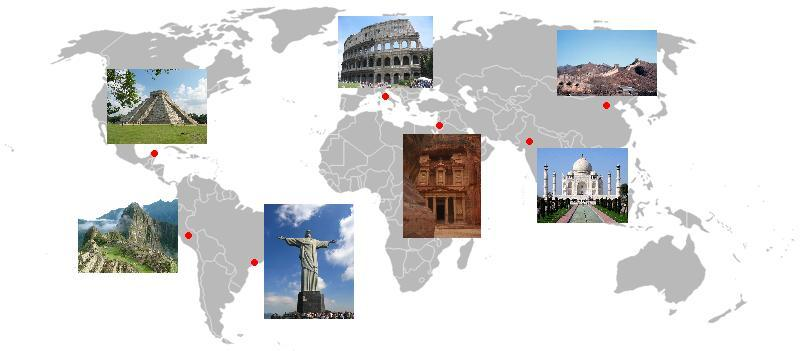
Mapa con la ubicación de los sitios.

Se denominan las nuevas siete maravillas del mundo moderno  a los monumentos que resultaron los ganadores en un concurso público e internacional celebrado en 2007, inspirado en la lista de las siete maravillas del mundo antiguo y realizado por una empresa privada de nombre New Open World Corporation. Más de cien millones de votaciones, a través de Internet y SMS, dieron como resultado esta nueva clasificación. La iniciativa partió del empresario suizo Bernard Weber, fundador de la empresa, algo que podría expresar cierta parcialidad.
Las siete maravillas modernas son: Chichén Itzá, en Yucatán, México; el Coliseo de Roma, en Roma, Italia; la estatua del Cristo Redentor, en Río de Janeiro, Brasil; la Gran Muralla China, en China; Machu Picchu, en Perú; Petra, en Jordania; y el Taj Mahal, en Agra, India.

## Antiguas siete maravillas
Las siete maravillas del mundo conocido por los griegos helenísticos fueron seleccionadas por el pintor neerlandés Maerten van Heemskrerck en el siglo XVI en una serie de siete cuadros, que muestran las obras arquitectónicas y escultóricas que marcaron un antes y un después en la historia. Previamente autores como Filón de Bizancio, Antípatro de Sidón, Gregorio Nacianceno o Beda el Venerable, entre otros, habían confeccionado sus respectivos listados.

## Sistema de votación
La votación fue pública. Los participantes debieron registrar un correo electrónico en el sitio web de la corporación y elegir sus candidatos favoritos. También se pudo votar vía SMS y a través de un número telefónico de pago. Una de las críticas del sistema empleado fue en la práctica nada impedía que una misma persona votara más de una vez, siempre y cuando lo hiciera desde un correo electrónico o SMS distinto. Se pudo votar por una sola candidata y recibir un certificado de la votación específica mediante el pago de dos dólares estadounidenses.
En cada voto se eligieron siete candidatas de una larga lista inicial, confeccionada por la corporación, y que se incrementó a pedido de diversos países o de solicitudes masivas de votantes. En los últimos meses de la votación solo participaron los 21 candidatos que hasta entonces habían obtenido la mayor cantidad de votos.
Ante las protestas del gobierno egipcio en la etapa final, se eliminó de la lista a las Pirámides de Guiza, hecho que fue disimulado por los organizadores asignándole a esta el estatus de Candidata Honoraria, debido a que es la única de las Siete Maravillas del Mundo Antiguo que permanece en pie.
En esta selección se admitieron estructuras creadas por el hombre hasta el año 2000, con la condición de que estuviesen en pie en la actualidad. Los resultados fueron dados a conocer el 07/07/07, es decir, el 7 de julio de 2007 en el Estádio da Luz, en Lisboa (Portugal), en una gran ceremonia.

## Hechos, contrastes y cifras
- La ceremonia del anuncio de las nuevas maravillas fue transmitida en directo por más de 160 canales de televisión a más de 170 países.[2]
- En la primera fase de la votación, más de la mitad de los países miembros de la Unesco tenían un monumento destacado compitiendo para convertirse en una de las Nuevas Maravillas del Mundo, lo que originó el apoyo político de muchos de sus respectivos gobiernos.
- Las Siete Nuevas Maravillas escogidas han sido declaradas Patrimonio de la Humanidad por la Unesco, según el listado del año 2012.
- Después de finalizada la votación por las siete nuevas maravillas del mundo, comenzó la búsqueda por elegir a las Siete maravillas naturales del mundo,[3] la cual alcanzó su objetivo el 11 de noviembre de 2011.[4]

## Maravilla en honor
Se consideró que la Gran Pirámide de Guiza (Egipto) sería la octava maravilla honorífica. La Gran Pirámide había sido excluida de la votación, por ser la más antigua y la única que aún perdura de las siete maravillas del mundo antiguo. El hecho se dio en el marco de una gran oposición de las autoridades culturales egipcias, tales como Zahi Hawass, secretario general del Consejo Superior de Antigüedades del gobierno egipcio (ministro de Antigüedades hasta 2011), que calificó a este concurso de «operación publicitaria».

## Elegidas
- Chichén Itzá, en Yucatán, México.
- El Coliseo de Roma, en Roma, Italia
- La estatua del Cristo Redentor, en Río de Janeiro, Brasil.
- La Gran Muralla China, en China.
- Machu Picchu, en Cuzco, Perú
- Petra, en Jordania.
- El Taj Mahal, en Agra, India.

## Candidatas
Después de un tiempo de votación se dieron a conocer los 77 semifinalistas quedando en este orden:
1. Cristo Redentor, Río de Janeiro, Brasil
2. Machu Picchu, Cuzco, Perú
3. Gran Muralla, China
4. Petra, Jordania
5. Taj Mahal, India
6. Coliseo de Roma, Italia
7. Chichen Itzá, México
8. Torre Eiffel, Francia
9. Torre de Pisa, Italia
10. Kremlin, Catedral de San Basilio y la Plaza Roja de Moscú, Rusia
11. Ciudad histórica de Saná, Yemén
12. Palacio de Versalles, Francia
13. La Giralda, España
14. Alhambra, España
15. Angkor Wat, Camboya
16. Estatua de la Libertad, Estados Unidos
17. Templo de la Sagrada Familia, España
18. Iglesia de Santa Sofía, Turquía
19. Ópera de Sídney, Australia
20. Palacio de Potala, China
21. Golden Gate, Estados Unidos
22. Moais de la Isla de Pascua, Chile
23. Mezquita de Djingareyber, Malí
24. Templo de Meenakshi Amman, India
25. Palacio Imperial de Tokio, Japón
26. Empire State, Estados Unidos
27. Catedral de Aquisgrán, Alemania
28. Templo de Oro, India
29. Acrópolis de Atenas, Grecia
30. Templo de Brihadeshwara, India
31. Templo de Arunachaleswara, India
32. Estatua Bahubali, India
33. Santiago de Compostela, España
34. Parlamento de Budapest, Hungría
35. Stonehenge, Gran Bretaña
36. Neuschwanstein, Alemania
37. Mahabalipuram, India
38. Puente de Goeltzschtal, Alemania
39. Dhammakaya Cetiya, Tailandia
40. Catedral de Colonia, Alemania
41. Iglesia de Nuestra Señora de Dresde, Alemania
42. Pirámides de Guiza, Egipto
43. Templo del Loto, India
44. Guerreros de terracota, China
45. Castillo de Praga, República Checa
46. Ciudad Prohibida, China
47. Kapellbrücke, Suiza
48. Torre de Londres, Gran Bretaña
49. Torres Petronas, Malasia
50. Estadio Olímpico de Münich, Alemania
51. Kiyomizu-dera, Japón
52. Sigiriya, Sri Lanka
53. Parlamento del Reino Unido, Gran Bretaña
54. Mezquita-catedral de Córdoba, España
55. Abu Simbel, Egipto
56. Catedral de San Pablo de Londres, Gran Bretaña
57. Teotihuacán, México
58. Palacio Ducal Italia
59. London Eye, Gran Bretaña
60. Puente Carlos, República Checa
61. Basílica de San Pedro, Ciudad del Vaticano
62. Templo de Ranakpur, India
63. Big Ben, Gran Bretaña
64. Monte Rushmore, Estados Unidos
65. Museo Guggenheim Bilbao, España
66. Líneas de Nazca, Perú
67. Monte Saint-Michel, Francia
68. Hotel Burj Al Arab, Emiratos Árabes Unidos
69. Capilla Sixtina, Ciudad del Vaticano
70. Palacio Real de Madrid, España
71. Observatorio de Greenwich, Gran Bretaña
72. Torre CN, Canadá
73. Valle de los Reyes, Egipto
74. Tumba Megalítica de Newgrange, Irlanda
75. Acueducto de Segovia, España
76. Estadio Panathinaiko, Grecia
77. Canal de Panamá, Panamá

## Finalistas

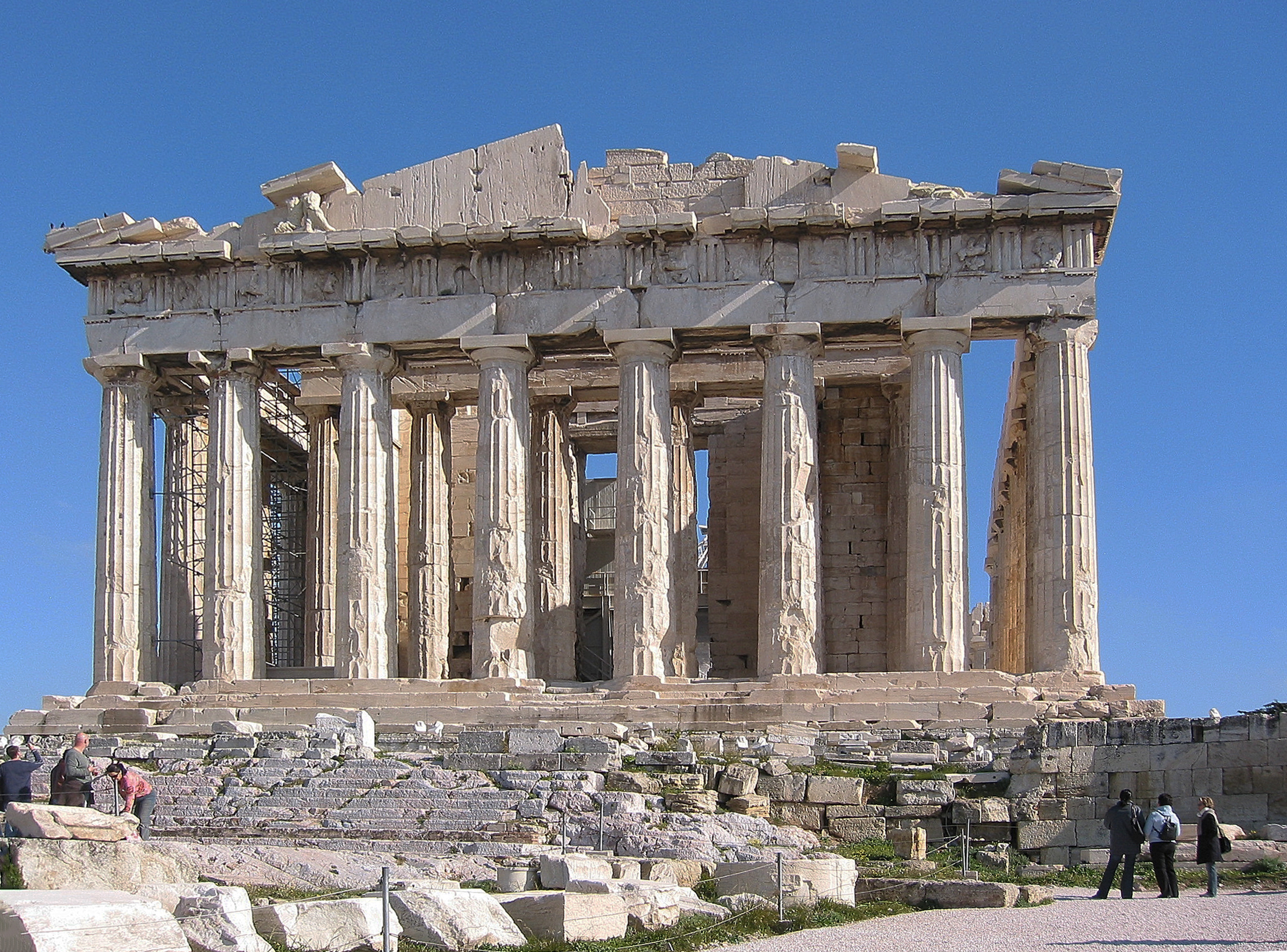
Acrópolis de Atenas, Atenas, Grecia.
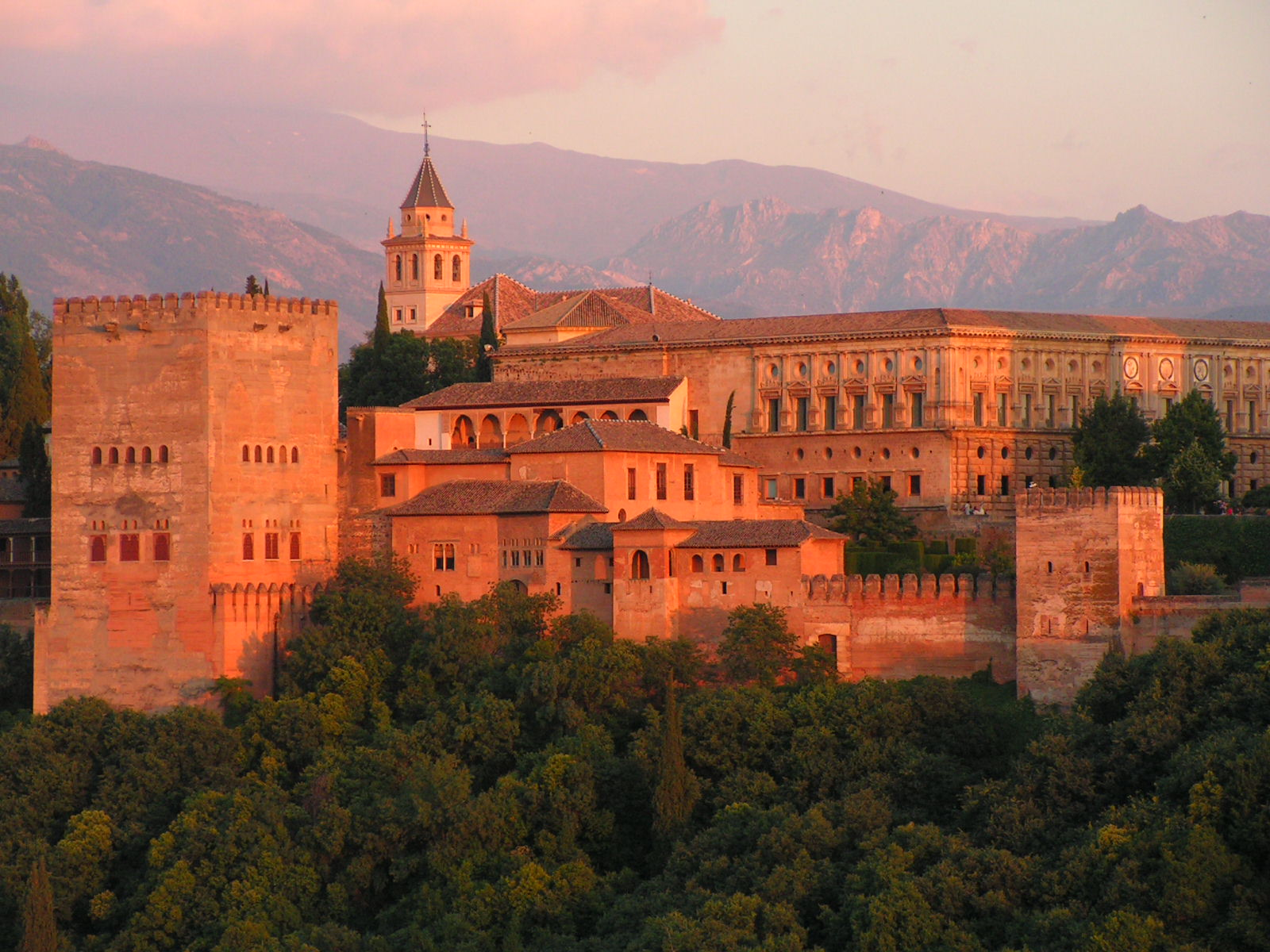
Alhambra de Granada, Granada, España.
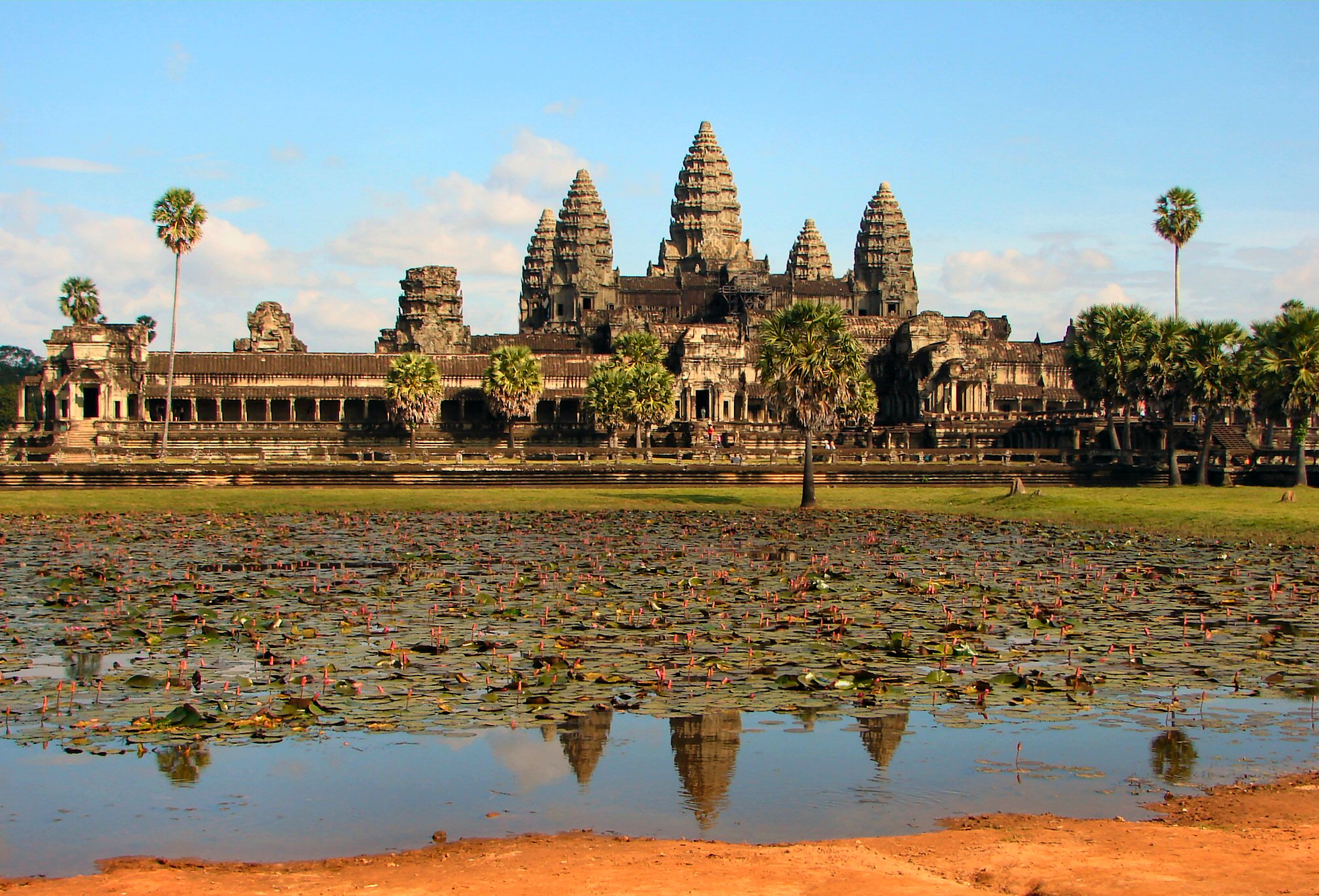
Angkor Wat, Siem Reap, Camboya.
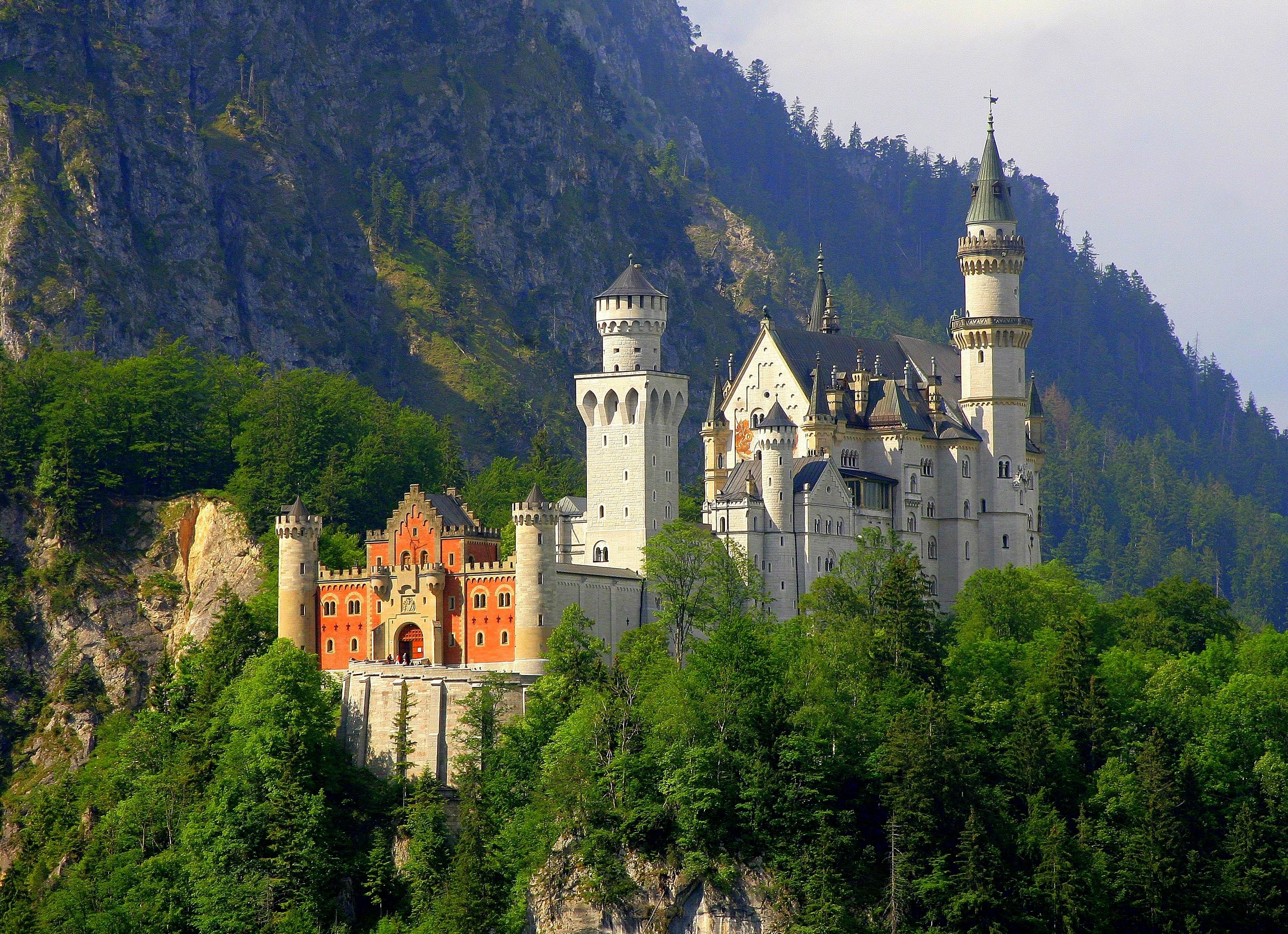
Castillo de Neuschwanstein, Baviera, Alemania.
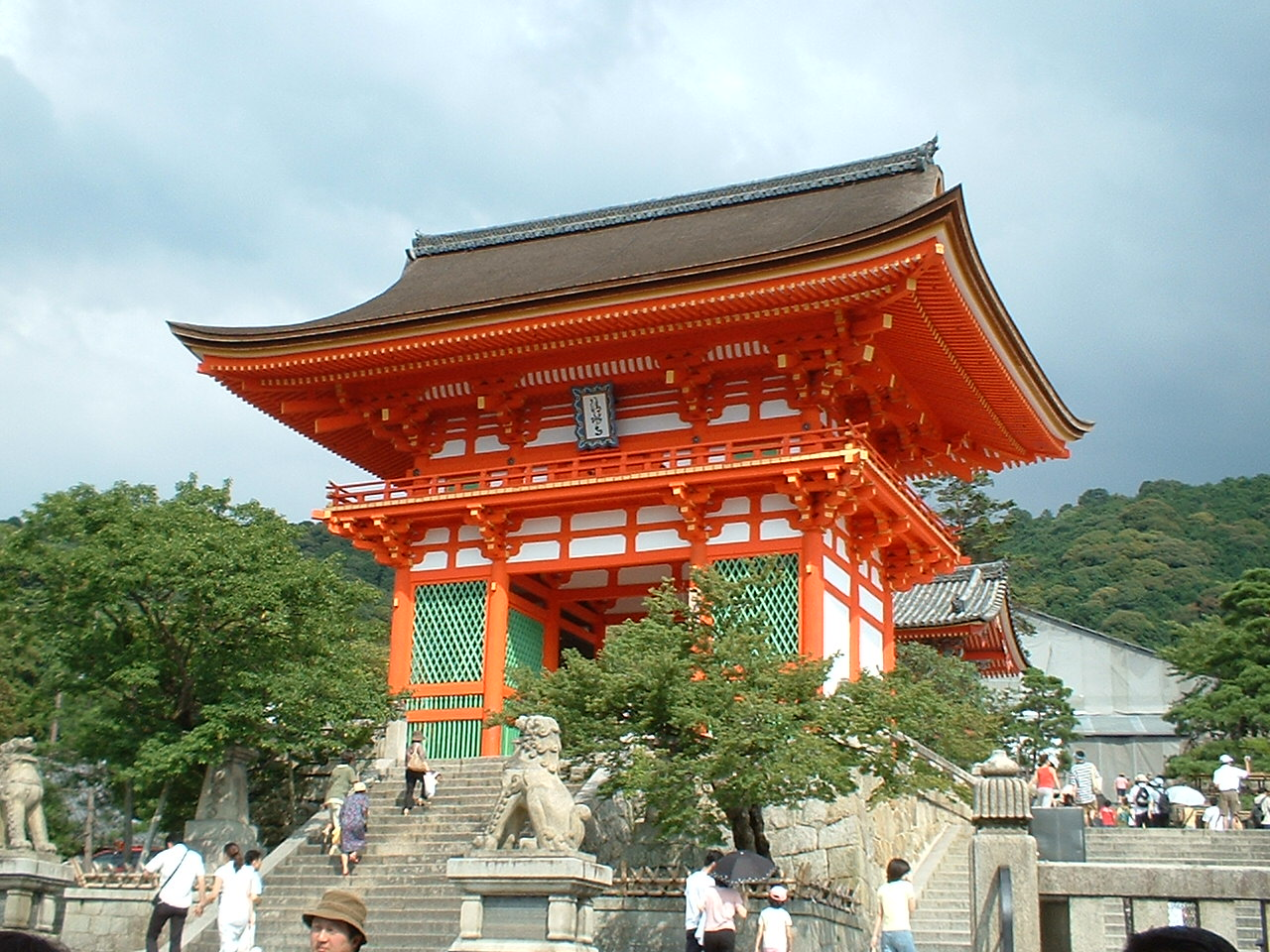
Kiyomizu-dera, Kioto, Japón
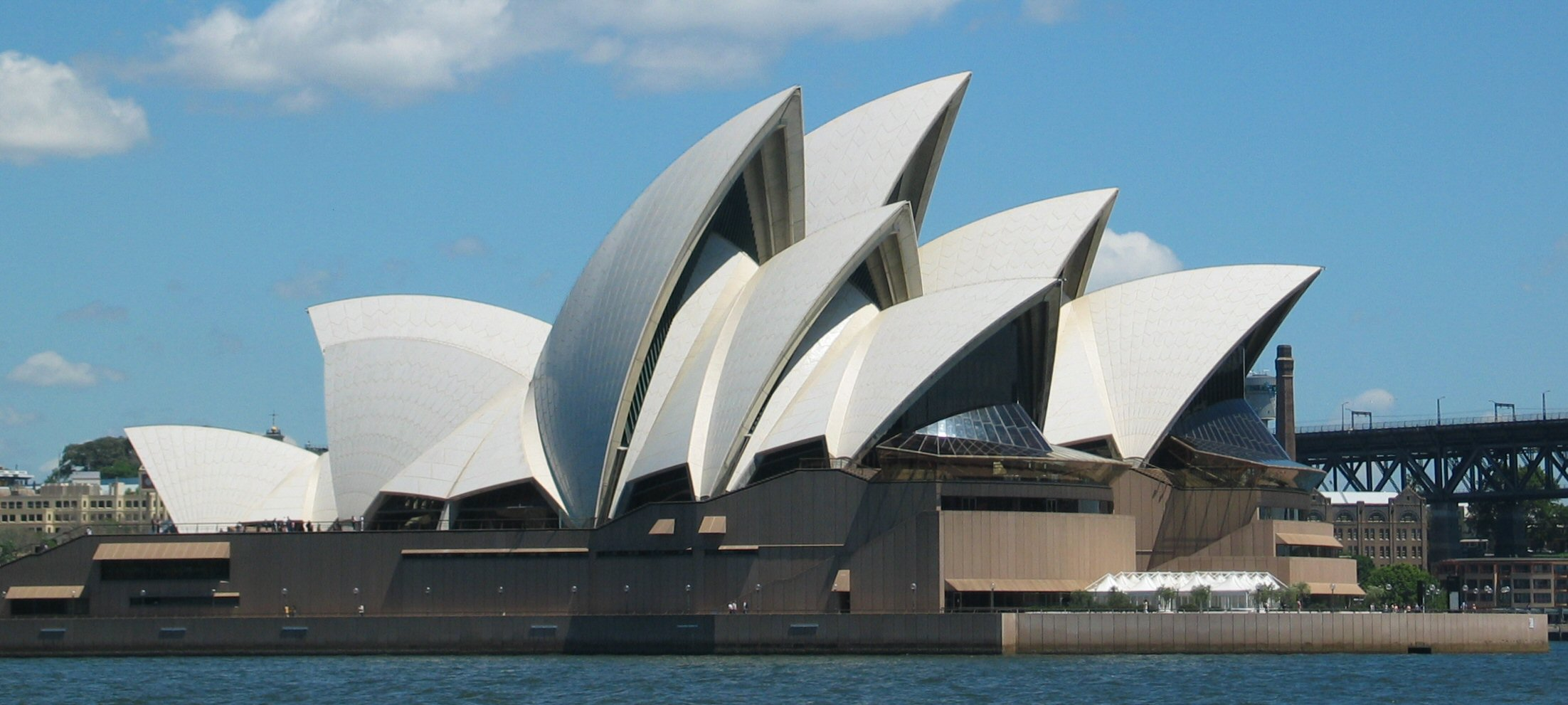
Ópera de Sídney, Sídney, Australia.
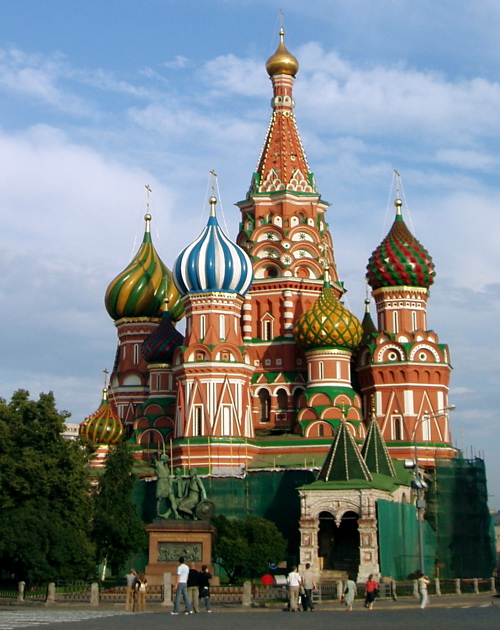
Catedral de San Basilio/Kremlin, Moscú, Rusia.
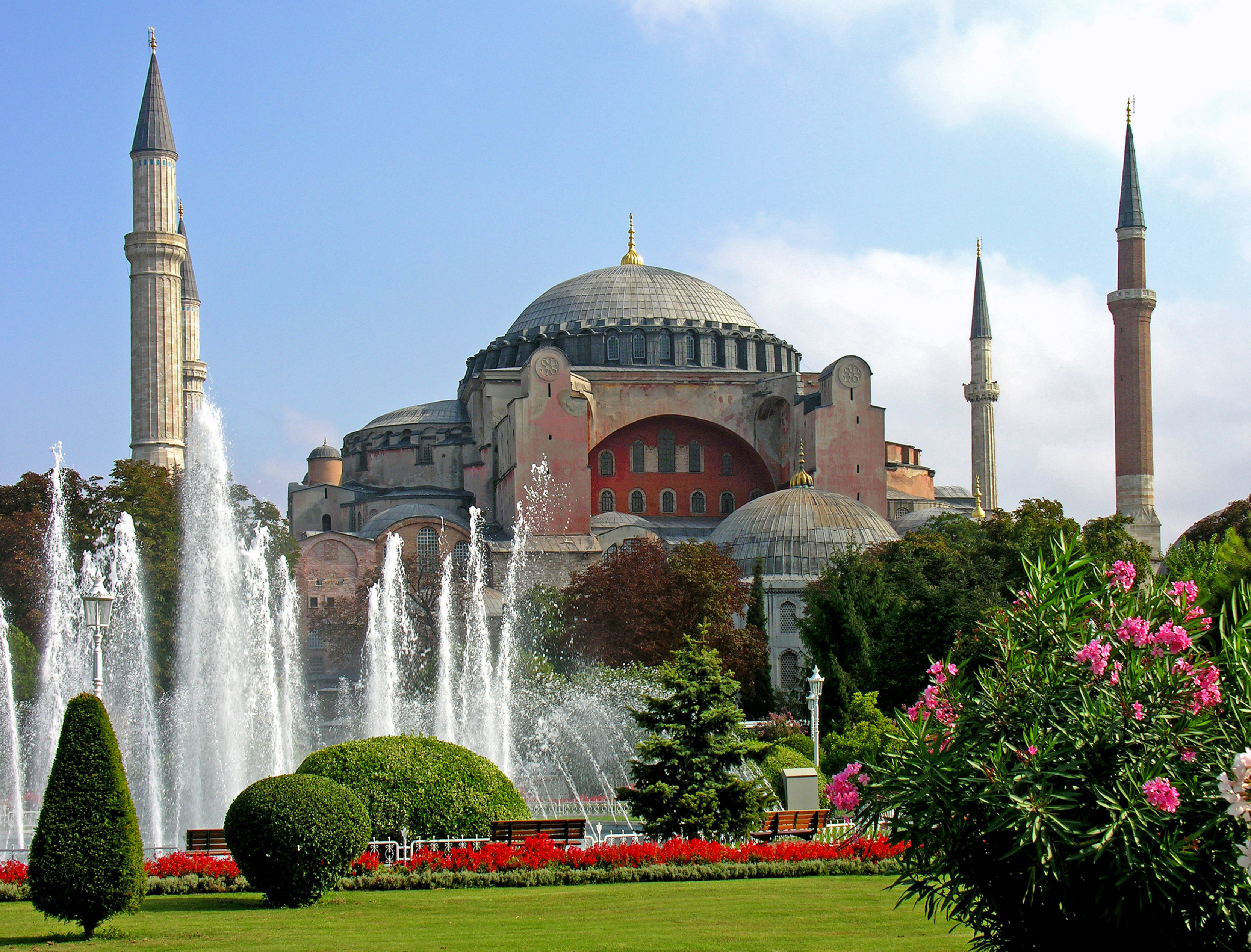
Santa Sofía, Estambul, Turquía.
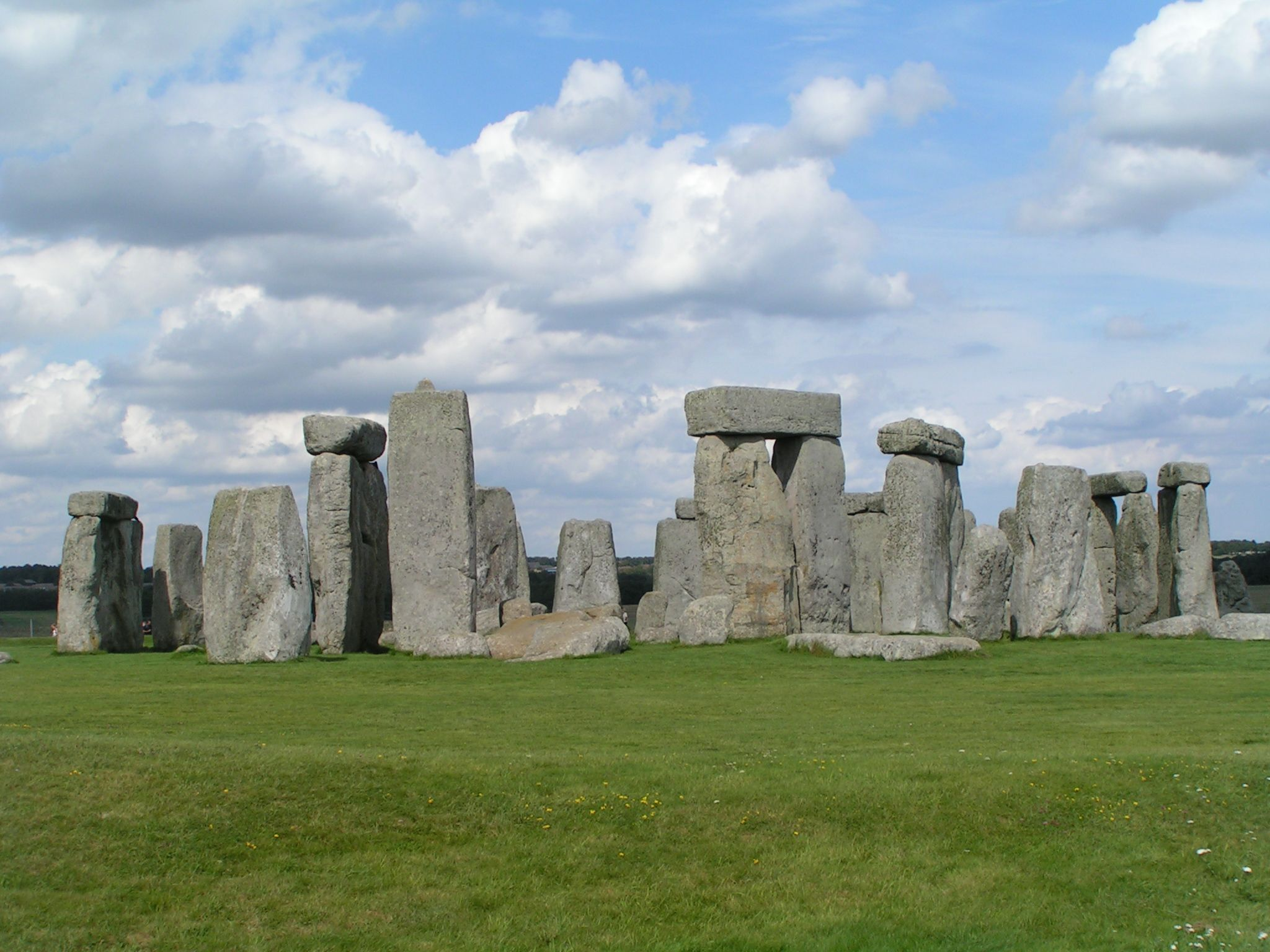
Stonehenge, Amesbury, Reino Unido.
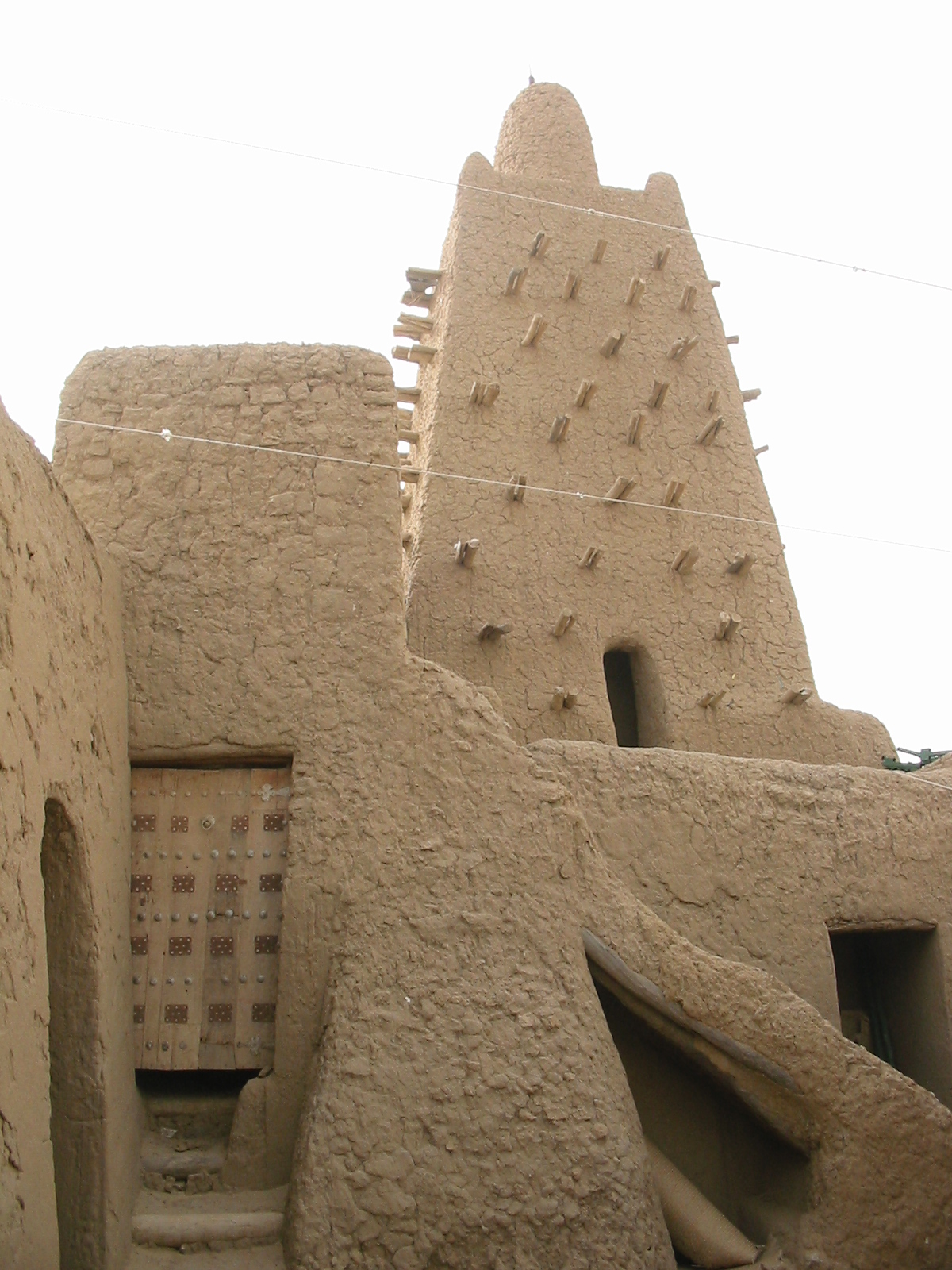
Mezquita de Djingareyber, Malí.
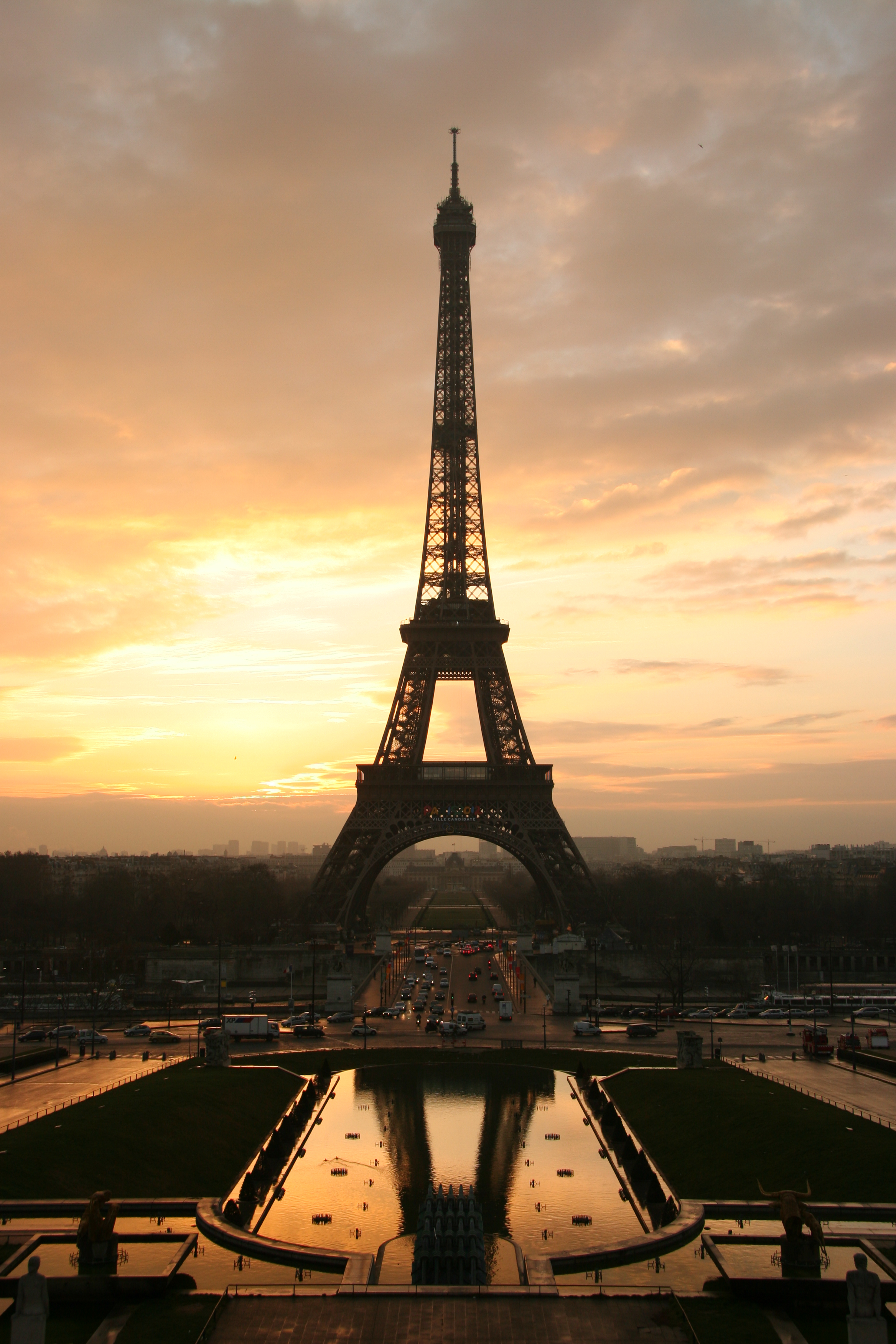
Torre Eiffel, París, Francia.

## Críticas

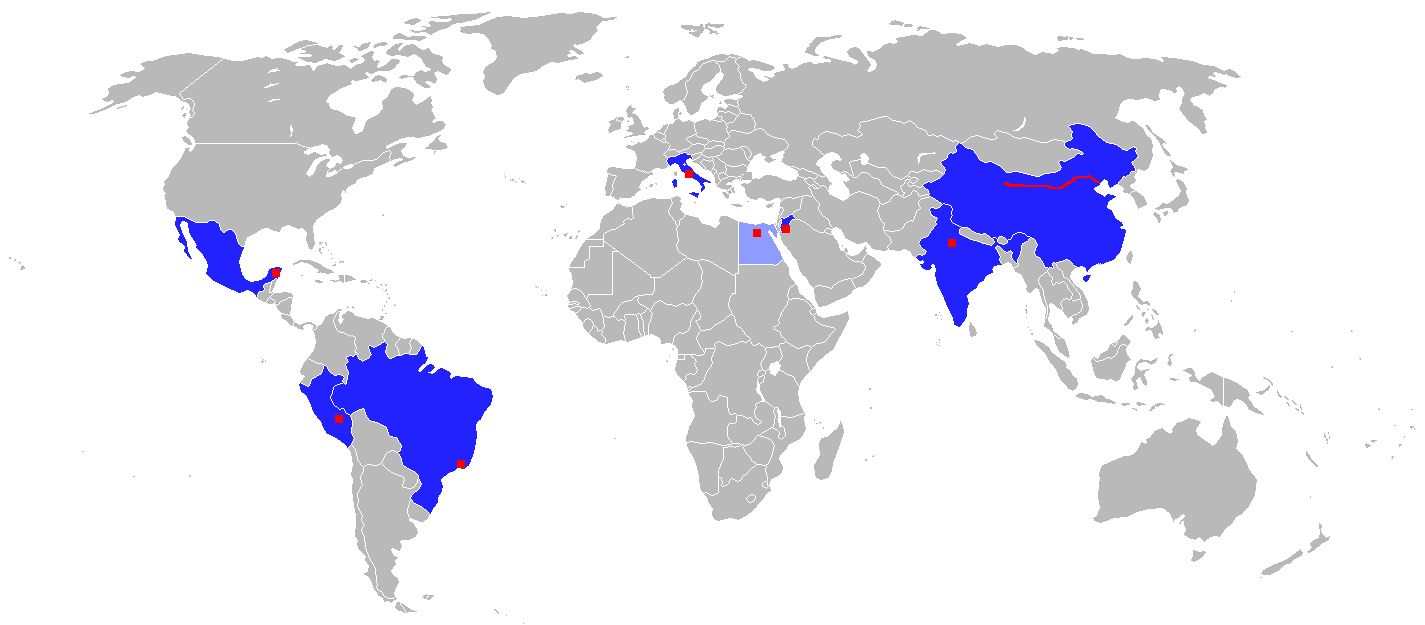
Países que albergan las Nuevas siete maravillas del mundo moderno.

El proyecto ha sido criticado por diferentes motivos:
- La Unesco, entidad de las Naciones Unidas que declara como Patrimonio de la Humanidad a sitios de importancia cultural o natural, no dio el aval para esta campaña, por considerarla mediática y a título personal de Weber. Declaró que no es suficiente el valor sentimental de los monumentos para incluirla en una lista de las características que se pretende. El organismo internacional afirmó que la votación no es universal, en tanto que deja fuera a millones de personas que no tienen acceso a internet, y que la lista de candidatos fue creada bajo criterios poco científicos y educativos.
- Hubo quienes pensaron que se trató de un proyecto con finalidad económica (al tener que pagar para votar por teléfono por ejemplo) aunque Bernard Weber afirmó que los beneficios de este proyecto iban a ser destinados a la restauración de monumentos.
- Otra crítica que hicieron algunos estudiosos del arte es el hecho de que las siete maravillas se elijan por votación, cuando el mérito artístico no se elige por votación y menos de personas que no tengan conocimientos artísticos.
- Otros como el director de Chichén Itzá pensaron que este tipo de iniciativas fomentan la competitividad y la discriminación.[5]
- Algunas personas en Egipto pensaron que las Pirámides de Gizeh no tienen que competir con edificios modernos, por ejemplo la Ópera de Sídney e incluso algunos han acusado de «absurdo» al proyecto.[6][7]